# محمد صبحی (دروازه‌بان)
محمد صبحی (عربی: محمد صبحي؛ زادهٔ ۳۰ اوت ۱۹۸۱) یک ورزشکار اهل مصر است.
از باشگاه‌هایی که در آن بازی کرده‌است می‌توان به باشگاه ورزشی اسماعیلی، و باشگاه ورزشی اسماعیلی، و تیم ملی فوتبال مصر اشاره کرد.
وی همچنین در تیم ملی فوتبال مصر بازی کرده‌است.